# 2018 au Luxembourg
Chronologie du Luxembourg
- 2014
- 2015
- 2016
- 2017
- 2018
- 2019
- 2020
- 2021
- 2022

Événements de l'année 2018 au Luxembourg.

## Évènements

### Janvier
- 1er janvier :
  - La modification de certains paramètres de l’aide au logement augmente le nombre des ménages éligible à une aide au logement à 35 020[1].
  - Une nouvelle loi relève, entre autres, le congé de paternité de 2 à 10 jours. Tous les pères qui travaillent pourront prendre au moins dix jours ouvrables de congé de paternité autour de la date de naissance de l’enfant. Ce congé sera rétribué comme un congé normal. La loi relèvera aussi le nombre de jours de congé extraordinaire pour les parents en cas de décès d’un enfant mineur de trois à cinq jours ouvrables[2].
  - Le règlement vise à reconduire, pour 2018, l’attribution d’une allocation de vie chère aux ménages à revenu modeste[3].

### Février
- 25 février : Journée nationale de la Résistance[4].

### Mai
- 22 mai : Procession dansante d'Echternach.
- 25 mai : de nouvelles règles relatives à la protection des personnes physiques à l’égard du traitement des données à caractère personnel et des règles relatives à la libre circulation de ces données sont applicables à partir du 25 mai 2018. Afin de permettre aux personnes physiques d'avoir le contrôle des données à caractère personnel les concernant, la loi relative à la protection des personnes physiques à l’égard du traitement des données à caractère personnel prévoit de renforcer la sécurité tant juridique que pratique pour les personnes physiques, les opérateurs économiques et les autorités publiques[5].
- 30 – 3 juin : 78e Tour de Luxembourg remporté par Andrea Pasqualon.

### Juin
- 20 juin : Claude Turmes est nommé secrétaire d'État au Développement durable et aux Infrastructures en remplacement de Camille Gira, décédé le 16 mai 2018[6].
- 23 juin : Fête nationale.

### Juillet
- 1er juillet : création du Corps grand-ducal d'incendie et de secours, corps de sapeurs-pompiers du Grand-duché de Luxembourg constitué à la base d'une loi du 27 mars 2018 portant organisation de la sécurité civile et création d’un Corps grand-ducal d’incendie et de secours[7], par un regroupement des services d'incendie et de sauvetage (pompiers volontaires), de la protection civile et des services d'incendie et de sauvetage de la ville de Luxembourg et de l'aéroport de Luxembourg-Findel (pompiers professionnels).
- 27 juillet : extension du tramway de Luxembourg jusqu'à la place de l'Étoile.

### Août
- 1er août : indexation déclenchée. Les salaires, traitements et pensions augmentent de 2,5 %[8].
- 26 août : Yulia Chernyshkova, est devenue la nouvelle Miss Luxembourg[9].

### Septembre
- 23 – 11 septembre : édition 2018 de la Schueberfouer.

### Octobre
- 7 et 10 octobre : cérémonies à l'occasion de la Journée de la commémoration nationale.
- 14 octobre : élections législatives, remportées par le Parti populaire chrétien-social (CSV).
- 15 – 20 octobre : tournoi de tennis de Luxembourg.

### Novembre
- 11 novembre : Centenaire de l'armistice de 1918.

### Décembre
- 5 décembre : formation du gouvernement Bettel-Schneider-Braz.
- 6 décembre : Fernand Etgen est élu président de la Chambre des députés.

## Décès
- 27 janvier : Niki Bettendorf, homme politique.
- 15 février : Carlo Meintz (lb), homme politique.
- 18 février : Raymond Frisch (lb), homme politique.
- 16 mai : Camille Gira, homme politique.
- 4 juin : Gilbert Trausch, historien.
- 11 juin : Armand Mayer (homme politique) (lb), homme politique.
- 2 juillet : Cornel Meder (lb), auteur.
- 21 juillet : Camille Perl, prélat, personnalité de la Curie romaine.
- 13 août : Georges Hausemer (de), écrivain.
- 21 août : Henri Blaise (lb), journaliste et poète.
- 29 août : François Konter, joueur puis entraîneur de football.
- 26 septembre : Norbert Konter, homme politique.
- 14 octobre : Jean-Louis Wolzfeld, ambassadeur et diplomate.